# Trần Thu Thực
Trần Thu Thực (giản thể: 陈秋实; phồn thể: 陳秋實; bính âm: Chén Qiūshí; phát âm tiếng Quan Thoại: [ʈʂʰə̌n tɕʰjóu.ʂɻ̩̌]; sinh tháng 9 năm 1985) là luật sư, nhà hoạt động xã hội và nhà báo công dân người Trung Quốc từng đưa tin về cuộc biểu tình ở Hồng Kông năm 2019–2020 và đại dịch COVID-19 bao gồm những lời chỉ trích về phản ứng của chính phủ. Anh mất tích vào ngày 6 tháng 2 năm 2020 sau khi đưa tin về đợt bùng phát coronavirus ở Vũ Hán. Chính phủ Trung Quốc đã thông báo cho gia đình và bạn bè của Trần rằng anh ta bị phía cảnh sát giam giữ nhằm cách ly COVID-19. Những người chỉ trích, bao gồm các nhóm tự do truyền thông, đã bày tỏ sự hoài nghi về động cơ của chính phủ, và thất bại khi kêu gọi chính phủ cho phép Trần được tiếp xúc bên ngoài với người thân.
Mãi đến ngày 23 tháng 9 năm 2020, tờ South China Morning Post mới đưa tin rằng Trần vẫn còn sống và đang ở với cha mẹ tại miền đông Trung Quốc dưới sự giám sát chặt chẽ của chính quyền.

## Thời thơ ấu, học vấn và nghề truyền thông
Trần Thu Thực chào đời vào tháng 9 năm 1985 tại địa khu Đại Hưng An Lĩnh, tỉnh Hắc Long Giang, Trung Quốc, theo học luật tại Đại học Hắc Long Giang, tốt nghiệp năm 2007. Sau khi ra trường, anh chuyển đến Bắc Kinh, làm việc trong lĩnh vực điện ảnh, truyền hình và truyền thông, và biểu diễn tại các quán bar khi rảnh rỗi. Năm 2014, anh là người về nhì trong chương trình truyền hình thực tế trên kênh Beijing TV mang tên Tôi là diễn giả, để các thí sinh trình diễn khả năng phát biểu dài 5 phút trước đông đảo khán giả và hội đồng giám khảo. Anh gia nhập công ty Luật Long An vào năm 2015 chuyên về sở hữu trí tuệ, luật lao động và giải quyết tranh chấp.

## Sự nghiệp làm báo

### Cuộc biểu tình ở Hồng Kông
Sau khi nghe tin về cuộc biểu tình ở Hồng Kông năm 2019–2020 trên các tờ báo nhà nước, Trần bèn lấy tư cách công dân mật đến đó để tự mình tận mắt chứng kiến vụ việc. Anh đăng video trực tuyến đưa tin về cuộc biểu tình ở Hồng Kông chống lại dự luật dẫn độ năm 2019, lên tiếng phản đối việc chính phủ coi những người biểu tình là thành phần bạo loạn. Các đoạn video của Trần từng được giới quan sát phương Tây mô tả là mang tính trung lập. Anh còn tham dự cả các cuộc mít tinh ủng hộ Bắc Kinh và Hồng Kông trong khi từ chối đứng về phía nào một cách dứt khoát.
Vài ngày sau khi đoạn video được tung lên mạng vào tháng 8 năm 2019, Trần được giới chức trách Trung Quốc đại lục, bao gồm Bộ Công an, Bộ Tư pháp, hiệp hội pháp lý và chủ lao động tới liên lạc và anh ta đành bỏ về nước sớm. Tài khoản Sina Weibo của Trần, với 740.000 người theo dõi, đều bị xóa sạch cùng với các phương tiện truyền thông xã hội khác nữa. Trần đã mô tả việc mình bị thẩm vấn, ghi hình, "bị chỉ trích và giáo dục" về lý do tại sao đến Hồng Kông là sai lầm. Vào đầu tháng 10, Trần bắt đầu đăng tin trên YouTube, vốn bị chặn đối với nhiều người ở Trung Quốc đại lục, nói rằng vì tự do ngôn luận là một quyền trong hiến pháp Trung Quốc mà anh ta vẫn phải tiếp tục làm vậy.

### Đại dịch COVID-19
Sau khi bị giới truyền thông xã hội Trung Quốc chặn vì những bản tin của Trần nói về cuộc biểu tình ở Hồng Kông năm 2019–2020, anh đành lên YouTube và Twitter để tiếp tục công việc làm báo của mình. Trần bắt đầu đưa tin về đại dịch COVID-19 ở Trung Quốc đại lục, đặt chân đến Hán Khẩu, Vũ Hán, vào ngày 23 hoặc 24 tháng 1 năm 2020, tại đây anh tiến hành phỏng vấn người dân địa phương và viếng thăm nhiều bệnh viện khác nhau bao gồm cả bệnh viện Hỏa Thần Sơn vẫn còn đang được xây dựng vào lúc đó. Theo lời Trần kể lại, các bác sĩ đã làm việc quá sức và không có đủ vật tư y tế, nhưng bên cạnh đó thì giá cả hàng hóa vẫn ổn định. Trần đã cho công bố một đoạn video vào ngày 30 tháng 1 chiếu cảnh đám đông chen chúc trong các bệnh viện ở Vũ Hán, với nhiều người nằm đầy hành lang. Không giống như cánh phóng viên truyền thông nhà nước, luôn mặc đồ phòng hộ chất độc hại, Trần xem ra chỉ có kính bảo hộ và khẩu trang để bảo vệ bản thân mình mà thôi. Trần nói, 
| “ | Tôi e sợ. Trước mặt tôi là bệnh tật. Đằng sau tôi là quyền lực pháp lý và hành chính của Trung Quốc. Nhưng miễn là tôi còn sống, tôi sẽ nói về những gì tôi trông thấy và nghe được. Tôi không sợ chết. Tại sao tôi phải sợ mấy người vậy, Đảng Cộng sản? | ” |
| — | |   |

Vào đầu tháng 2 năm 2020, khi đang đưa tin về đợt bùng phát coronavirus, Trần có tới 433.000 người đăng ký kênh YouTube và 246.000 người theo dõi Twitter. Nhóm ủng hộ Trần đã tố cáo chính phủ Trung Quốc kiểm duyệt tin tức về đợt bùng phát của coronavirus. Theo tờ The Guardian cho biết, nhiều lời bình luận ủng hộ Trần trên Sina Weibo đều bị kiểm duyệt. Khoảng ngày 4 tháng 2, trong đoạn video cuối cùng được Trần đăng lên YouTube trước khi mất tích ngay sau đó, Trần đã tới phỏng vấn một cư dân Vũ Hán tên là "Tiểu Minh". Tiểu Minh cho biết cha anh ta có thể đã nhiễm coronavirus trong một lần kiểm tra y tế vào đầu tháng Giêng, khi không có biện pháp phòng ngừa an toàn; cha của Minh về sau đã chết vì virus. Trong đoạn video này, Trần nói rằng "nhiều người lo lắng tôi sẽ bị bắt giam".
Nhà báo Linda Lew, viết bài cho tờ South China Morning Post, sau này từng đánh giá rằng Trần là một trong những nhà báo công dân có năng lực cao nhất đưa tin về đợt bùng phát coronavirus. Cô còn nhận định rằng tin tức của Trần tương phản với tờ Tài Tân và Tam Liên sinh hoạt chu san, vốn có "ranh giới mà họ không thể vượt qua nổi", và bản tin của Trần thậm chí còn tương phản mạnh mẽ hơn nhiều so với "đường lối chính thống" của giới truyền thông do nhà nước kiểm soát.

#### Mất tích tháng 2 năm 2020
Trần mất tích vào ngày 6 tháng 2 năm 2020, tại một thời điểm nào đấy sau khi thông báo với gia đình về ý định đưa tin về một bệnh viện tạm thời. Bạn bè của Trần không thể nào liên lạc được với anh sau 7 giờ tối UTC+8 ngày 6 tháng 2. Mẹ anh và người bạn thân tên là Từ Hiểu Đông, đều nói rằng vào ngày 7 tháng 2, giới chức trách cho họ biết đã bắt giam Trần vào thời gian và địa điểm không được khai báo và bị giữ lại ở một địa điểm không xác định nhằm mục đích cách ly phòng dịch COVID-19.
Khoảng ngày 14 tháng 2 năm 2020, Patrick Poon của Tổ chức Ân xá Quốc tế cho hay ông vẫn chưa biết liệu Trần (và một nhà báo công dân khác tên Phương Bân) đã bị bắt hay bị "cách ly cưỡng bức". Poon kêu gọi Trung Quốc thông báo cho gia đình của họ và cấp quyền tiếp cận luật sư, nêu rõ: "Nếu không, đây là mối lo ngại chính đáng rằng họ có nguy cơ bị tra tấn hoặc đối xử tệ bạc." Một đại diện của Tổ chức Theo dõi Nhân quyền cho biết chính phủ Trung Quốc "có lịch sử quấy rối và giam giữ công dân vì nói lên sự thật hoặc chỉ trích chính quyền trong các trường hợp khẩn cấp công cộng, chẳng hạn như trong đợt SARS năm 2003, trận động đất ở Vấn Xuyên năm 2008, vụ tai nạn tàu cao tốc ở Ôn Châu năm 2011 và vụ nổ hóa chất ở Thiên Tân năm 2015." Khoảng tháng 3 năm 2020, có thông tin rằng Lý Trạch Hoa, một nhà báo công dân phần nào được Trần truyền cảm hứng, cũng đã biến mất; Lý xuất hiện trở lại vào tháng 4 năm 2020. Tổ chức One Free Press Coalition đã đưa tên Trần Thu Thực vào danh sách mười trường hợp "khẩn cấp nhất" vào tháng 3 năm 2020 và tháng 4 năm 2020. Ủy ban Bảo vệ các Nhà báo cũng đã kêu gọi chính quyền trả tự do cho Trần.
Ngày 23 tháng 3, Đại sứ Trung Quốc tại Mỹ là Thôi Thiên Khải tuyên bố ông chưa bao giờ nghe nói về Trần. Vào đầu tháng 4, giới chức lập pháp Đảng Cộng hòa ở Mỹ đã kêu gọi điều tra hành vi của chính phủ Trung Quốc, bao gồm cả vụ mất tích của Phương Bân, Trần Thu Thực và Lý Trạch Hoa, nói rằng "(giới chức Trung Quốc) đã nói dối thế giới về sự lây truyền vi rút từ người sang người, bịt miệng các bác sĩ và nhà báo đã cố gắng đưa tin về sự thật và hiện đang che giấu số lượng chính xác những người bị ảnh hưởng bởi căn bệnh này."
Đến tháng 9 năm 2020, Từ Hiểu Đông báo tin rằng anh bạn họ Trần của mình "vẫn khỏe mạnh" nhưng nằm dưới "sự giám sát của một cơ quan nào đó". Một luật sư nhân quyền cho biết Trần được chuyển đến Thanh Đảo là nơi sinh sống của cha mẹ anh ta, và phải chịu "sự giám sát nghiêm ngặt của chính quyền".
Kể từ ngày 31 tháng 3 năm 2021, mọi người cho là Trần vẫn đang sống cạnh cha mẹ mình, không rõ liệu anh ta có bị truy tố hay không. Tin này dựa trên một đoạn video do bạn thân của Trần là Từ Hiểu Đông đăng trên YouTube. Từ kể vào năm 2020 là Trần Thu Thực sẽ được trả tự do sau 14 ngày tạm giam và 28 ngày tù giam, hóa ra là sai sự thật.